# 洛赫馬特貝希利河
47°20′27″N 8°24′59″E / 47.34075°N 8.41639°E

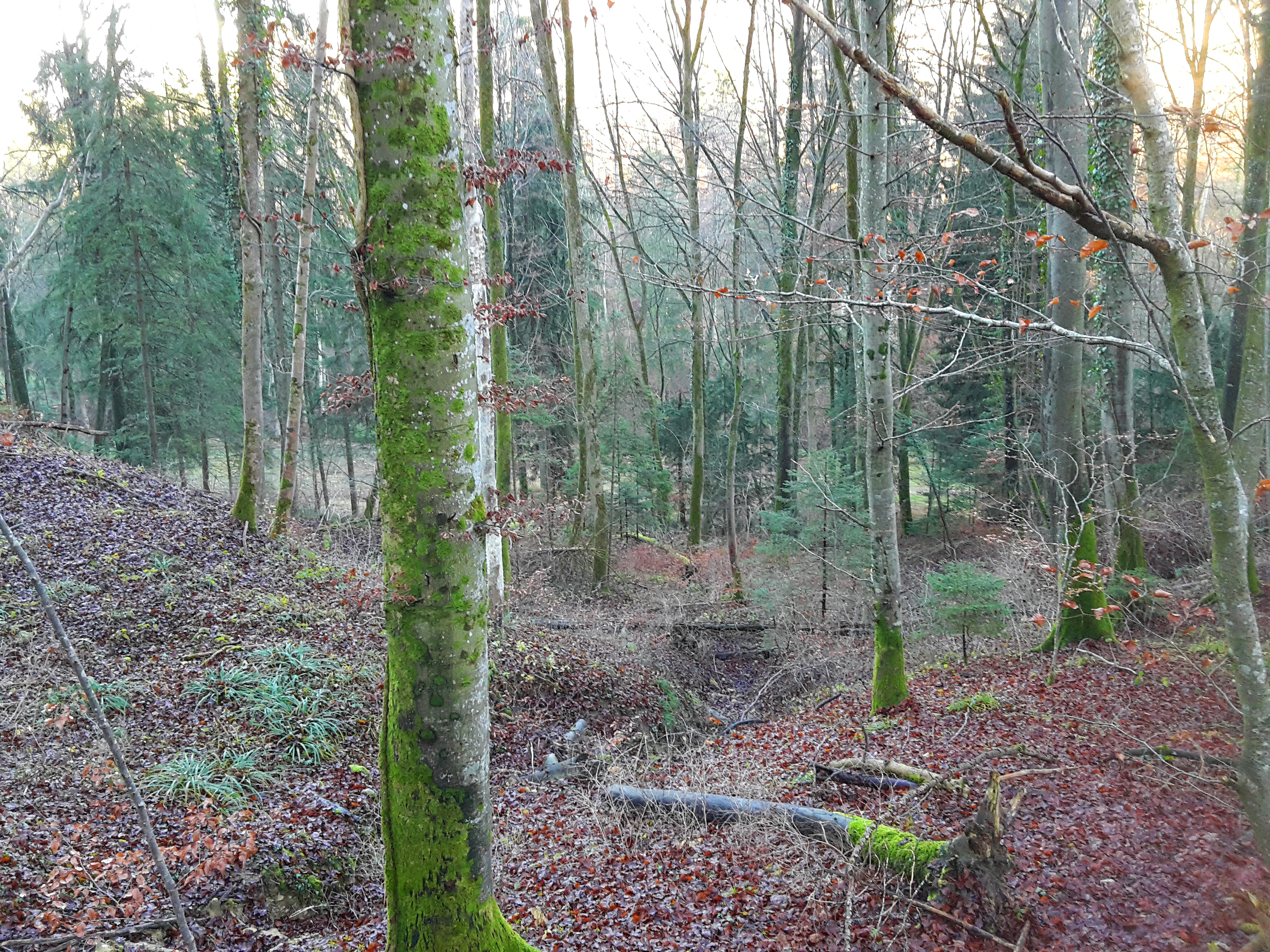

洛赫馬特貝希利河是瑞士的河流，位於該國北部，流經蘇黎世州，屬於倫訥倫巴赫河的左支流，河道全長0.4公里，流域面積0.07平方公里，河畔城鎮有比門斯多夫。